# Alexandra Gawrilowna Sneschko-Blozkaja
Alexandra Gawrilowna Sneschko-Blozkaja (russisch Александра Гавриловна Снежко-Блоцкая; * 8. Februarjul. / 21. Februar 1909greg. in Woltschansk, Gouvernement Charkow; † 29. Dezember 1980 in Schelesnodoroschny, Oblast Moskau) war eine sowjetische Zeichentrickfilmerin.

## Leben
Sneschko-Blozkajas Vater Gawriil Nikolajewitsch Sneschko-Blozki war Eisenbahningenieur und starb früh, worauf sie bei ihrer älteren Schwester Lidija Gawrilowna und ihrem Mann Jan Stanislawowitsch Olschamowski aufwuchs. Bald zog die Familie nach Schatura, wo Sneschko-Blozkaja die siebenjährige Schule abschloss. Daneben arbeitete sie als Bibliothekarshelferin im örtlichen Klub.
Sneschkow-Blozkaja studierte in den Moskauer Höheren Künstlerisch-Technischen Werkstätten bei Iwan Rerberg (1925–1926) und im dortigen Zentralstudio für Malerei und Grafik bei Ilja Maschkow (1927–1928).
Ab 1932 arbeitete Sneschko-Blozkaja für die Filmwochenschau Sojuskinochronika. Sie wurde 1934 Mitarbeiterin der Filmgesellschaft Meschrabpom in der Zeichentrickfilm-Abteilung. Als Animatorin war sie an den Filmen der Regisseure Wladimir Sutejew und Dmitri Babitschenko beteiligt.
Sneschko-Blozkaja arbeitete ab 1936 im Moskauer Sojusmultfilm-Studio als Assistentin und 2. Regisseurin der Gruppe um Iwan Iwanow-Wano und Michail Zechanowski.
Mit Wladimir Polkownikow machte sie 1954 einen Zeichentrickfilm nach einem Märchen Witali Biankis und 1955 einen Film mit Motiven der Wunderbaren Reise des kleinen Nils Holgersson mit den Wildgänsen Selma Lagerlöfs. Ab 1956 arbeitete sie selbständig. Mit Motiven der Griechischen Mythologie entstanden fünf Zeichentrickfilme. Sie verfilmte Märchen von Alexander Puschkin, Rudyard Kipling, Arkadi Gaidar und Selma Lagerlöf. Ab 1961 arbeitete sie mit dem Komponisten Witali Gewiksman zusammen, der die Musik zu ihren Zeichentrickfilmen komponierte.
Sneschko-Blozkaja bekam mit dem Komponisten Lew Schwarz die Tochter Sjusanna, die Molekularbiologin wurde und einen Chemiker heiratete. Schwarz heiratete dann Sneschko-Blozkajas Schwester Nadeschda Gawrilowna und bekam den Sohn Alexander, der Künstler und Musiker wurde.
Sneschko-Blozkajas Bruder Nikolai Gawrilowitsch Sneschko-Blozki (1888–1941) war Sozialrevolutionär. Nach der Oktoberrevolution unterschrieb er 1919 eine Erklärung zum Verzicht auf konterrevolutionäre Aktivitäten. Im Zusammenhang mit einem Prozess gegen rechte Sozialrevolutionäre wurde er 1921 verhaftet und von Jakow Agranow gezwungen, gegen die Angeklagten auszusagen. Im Prozess widerrief er seine Aussagen. Er arbeitete dann als Ingenieur für das Staatlichen Rundfunkkomitee beim Rat der Volkskommissare der Sowjetunion. Am 6. Mai 1941 wurde er verhaftet, am 7. Juli 1941 nach Beginn des Deutschen Kriegs gegen die Sowjetunion vom Militärkollegium des Obersten Gerichts der UdSSR zur Höchststrafe verurteilt und am 16. Oktober 1941 erschossen.
Sneschko-Blozkaja starb am 29. Dezember 1980 in  Schelesnodoroschny und wurde auf dem Feninskoje-Friedhof des Dorfes Fenino bei Balaschicha begraben.